# Ula comes
Ula (Ula) comes là một loài ruồi trong họ Pediciidae. Chúng phân bố ở vùng sinh thái Palearctic.